# デイリー・クーラント

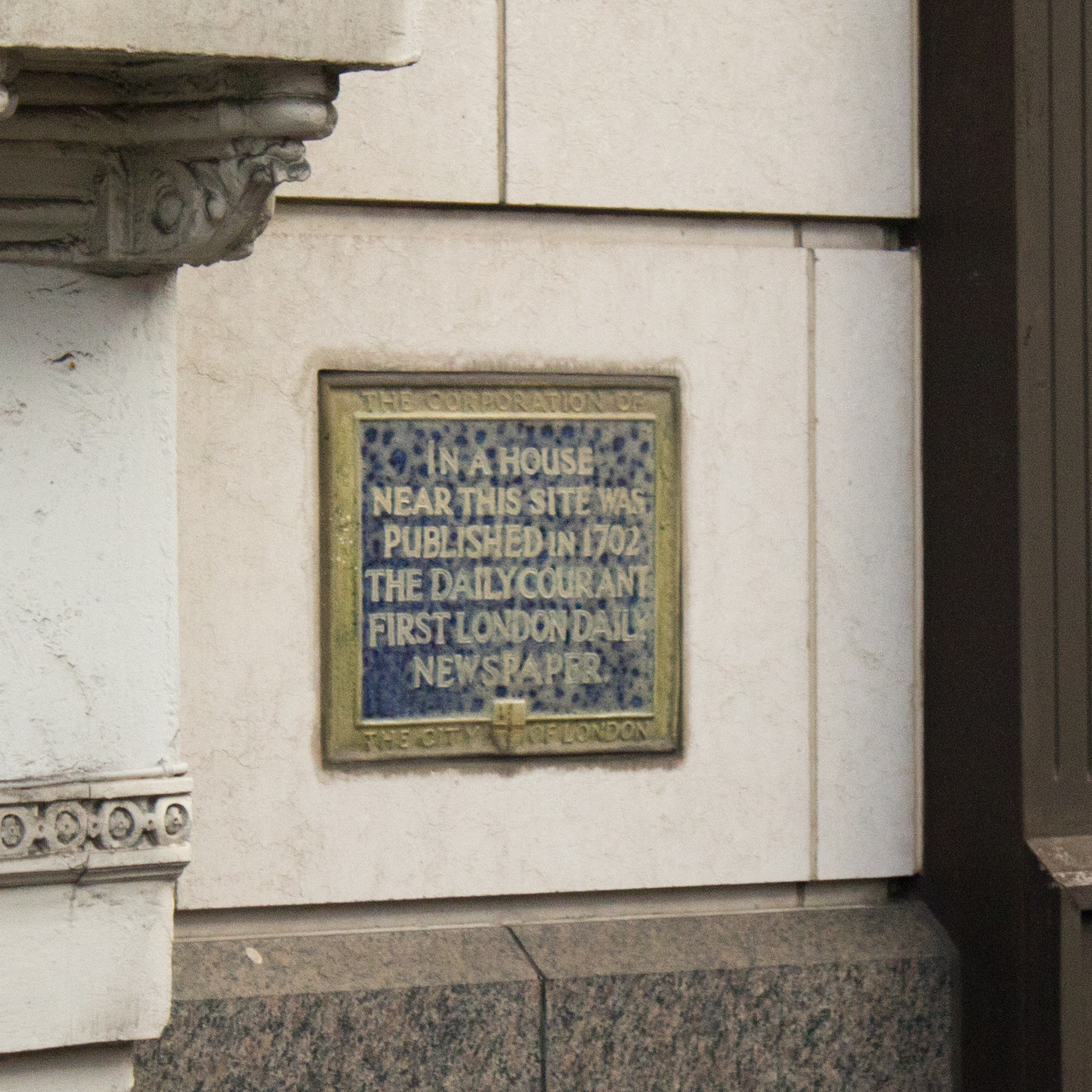
『ザ・デイリー・クーラント』の創業地近くに残されている記念の標識。

『ザ・デイリー・クーラント』(The Daily Courant) は、1702年3月11日に創刊された、イギリス最初の日刊新聞。創刊したのはエリザベス・マレットという女性で、ロンドンのフリート・ストリート（フリート・ブリッジ）の酒場「King's Arms」の隣が創業地であった。新聞は1枚だけのペラ新聞で、裏面には広告が掲載されていた。マレットは広告で、掲載する内容は国外のニュースに限り、彼女自身のコメントは一切付け加えないとして、読者が「自身で考察するに足る見識 (sense enough to make reflections for themselves)」を持っていることに期待していることを表明していた。
その後、程なくしてマレットは『ザ・デイリー・クーラント』をサミュエル・バックリー (Samuel Buckley) に売却し、バックリーはロンドンのリトル・ブリテンの「the sign of the Dolphin (the Dolphin の看板)」のところへ『ザ・デイリー・クーラント』を移転させた。バックリーは後に、『スペクテイター』の発行者となった。『ザ・デイリー・クーラント』は1735年まで発行され、『デイリー・ガゼッティアー』に統合された。